# Passerelle en béton sur la Lepenica à Kragujevac
La passerelle en béton sur la Lepenica à Kragujevac (en serbe cyrillique : Бетонски пешачки мост преко Лепенице у Крагујевцу ; en serbe latin : Betonski pešački most preko Lepenice u Kragujevcu) est situé à Kragujevac, dans le district de Šumadija, en Serbie. Elle est inscrite sur la liste des monuments culturels protégés de la République de Serbie (identifiant no SK 1483).